# 10e division mécanisée (Union soviétique)
Pour les articles homonymes, voir 10e division.
« 10e corps mécanisé (2e formation) » redirige ici. Pour le 10e corps mécanisé de 1941, voir 10e corps mécanisé.
La 10e division mécanisée est une unité de l'Armée soviétique du début de la Guerre froide. Elle est créée en 1944 pendant la Seconde Guerre mondiale sous le nom de 10e corps mécanisé et combat lors de l'offensive soviétique de Mandchourie. Réduite à la taille d'une division en 1946, elle devient la 84e division de fusiliers motorisés en 1957 avant d'être dissoute en 1958.

## Historique
Le 10e corps mécanisé (2e formation) est formé en décembre 1944. Ses principales unités sont la 204e brigade de chars et les 42e et 72e brigades mécanisées. Le corps est mis sur pied selon un modèle réduit, adapté aux opérations en Extrême-Orient.
Il participe à l'invasion soviétique de la Mandchourie, formant la réserve mobile du 1er front d'Extrême-Orient.
Après la guerre, en janvier 1946, le corps est réorganisé en 10e division mécanisée. La division fait partie de la 25e armée du district militaire du Primorié. La division reste stationnée en Corée avec d'autres unités de la 25e armée  puis repart en URSS en 1948 et passe alors sous le commandement de la 5e armée.
Le 17 mai 1957, elle est réorganisée en 84e division de fusiliers motorisés, stationnée dans la ville de Souchan (Partizansk). La division est dissoute le 1er juillet 1958.